# Donja Ljuboviđa
Donja Ljuboviđa (Servisch cyrillisch Доња Љубовиђа) is een plaats in de Servische gemeente Ljubovija. De plaats telt 951 inwoners (2002).